# Lettore DVD

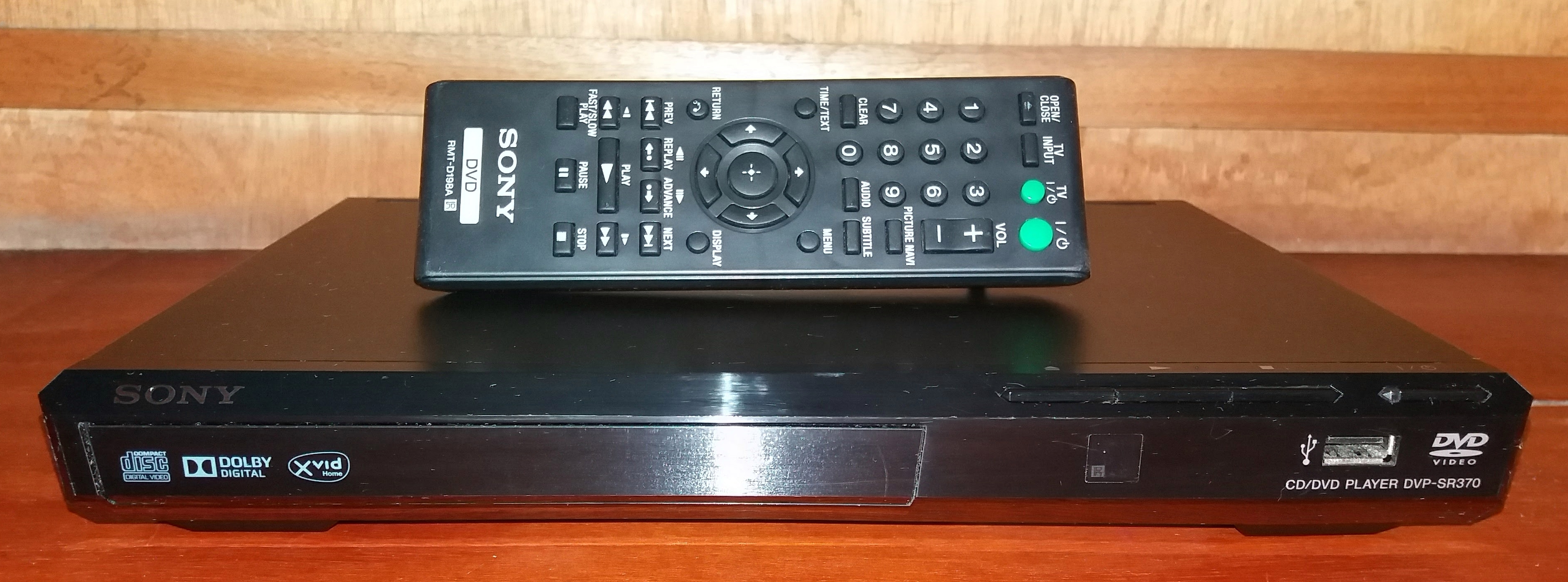
Un lettore DVD Sony DVP-SR370 con connessione USB

Il lettore DVD è un dispositivo per riprodurre DVD-Video. La maggior parte dei lettori DVD deve essere connessa ad un televisore; ci sono anche dei piccoli dispositivi portatili che hanno uno schermo a cristalli liquidi (LCD).

## Funzione

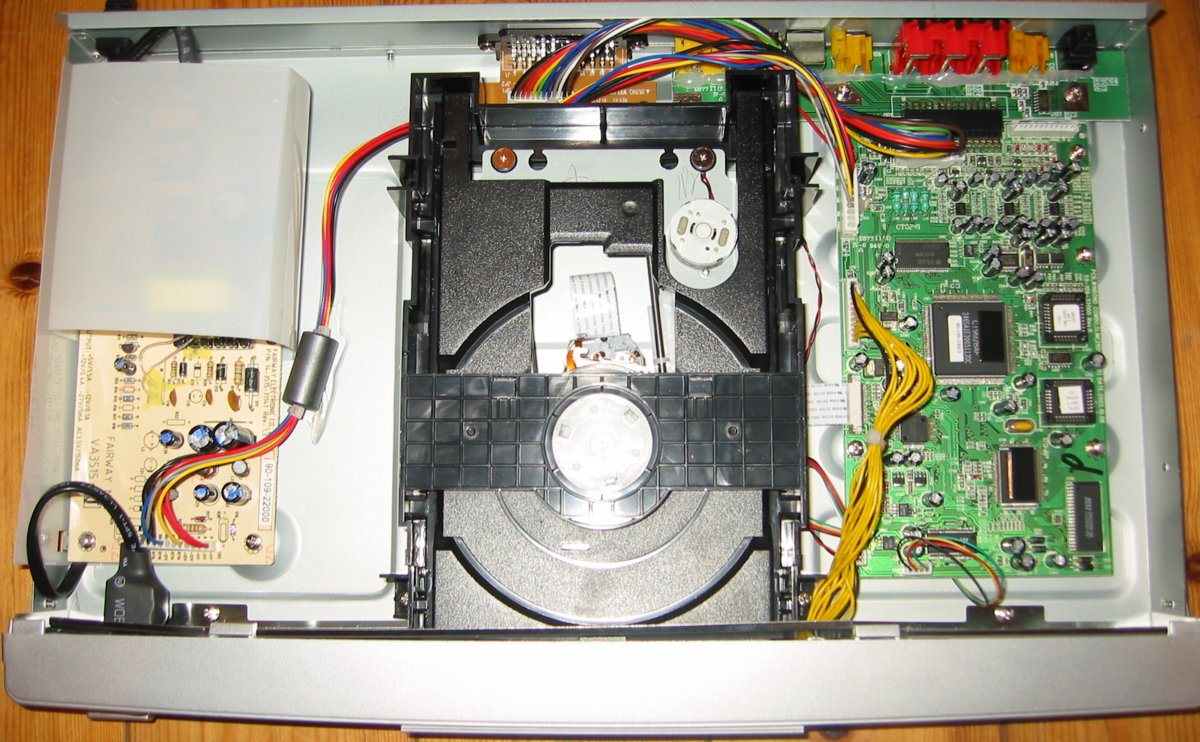
L'interno di un lettore DVD

Un lettore DVD deve eseguire i seguenti compiti:
- leggere un disco DVD in formato UDF versione 2
- opzionalmente decriptare i dati protetti con i sistemi CSS e/o Macrovision
- decodificare il flusso video MPEG-2 che raggiunge il massimo di 10 Mbit/s (picco) o 8 Mbit/s (medio)
- inviare in uscita il segnale video, o in forma analogica (in formato PAL, SÉCAM o NTSC) o in forma digitale sul connettore DVI
- decodificare il suono dei formati MP2, PCM o Dolby Digital opzionalmente con sottocampionamento da AC-3 a stereo
- inviare in uscita il suono ai connettori stereo analogici o al connettore digitale elettrico o ottico

La maggior parte dei lettori DVD permette anche di riprodurre CD audio (CDDA, MP3, ecc.) e CD video (VCD) ed include un decodificatore Home Theater (es: Dolby Digital, Digital Theater System (DTS)). Alcuni dispositivi riproducono anche video nel formato compresso DivX, molto popolare in internet.

## Mercato
Nel 2005, i prezzi al dettaglio per tale dispositivo, in funzione delle sue caratteristiche opzionali (come il suono digitale o le uscite video), variano da 30 a 80 dollari/euro.
Il più grande produttore di lettori DVD è la Cina; nel 2002 essa ha prodotto 30 milioni di riproduttori, più del 70 % della produzione mondiale. I produttori devono pagare circa 20$ per lettore per le licenze ai detentori del marchio della tecnologia DVD (Sony, Philips, Pioneer e LG Electronics) come pure per le licenze MPEG-2. Per evitare di pagare queste tasse, la Cina ha sviluppato lo standard Enhanced Versatile Disc (EVD) come successore del DVD; nel 2004, lettori EVD erano solo venduti in Cina.

## Manutenzione

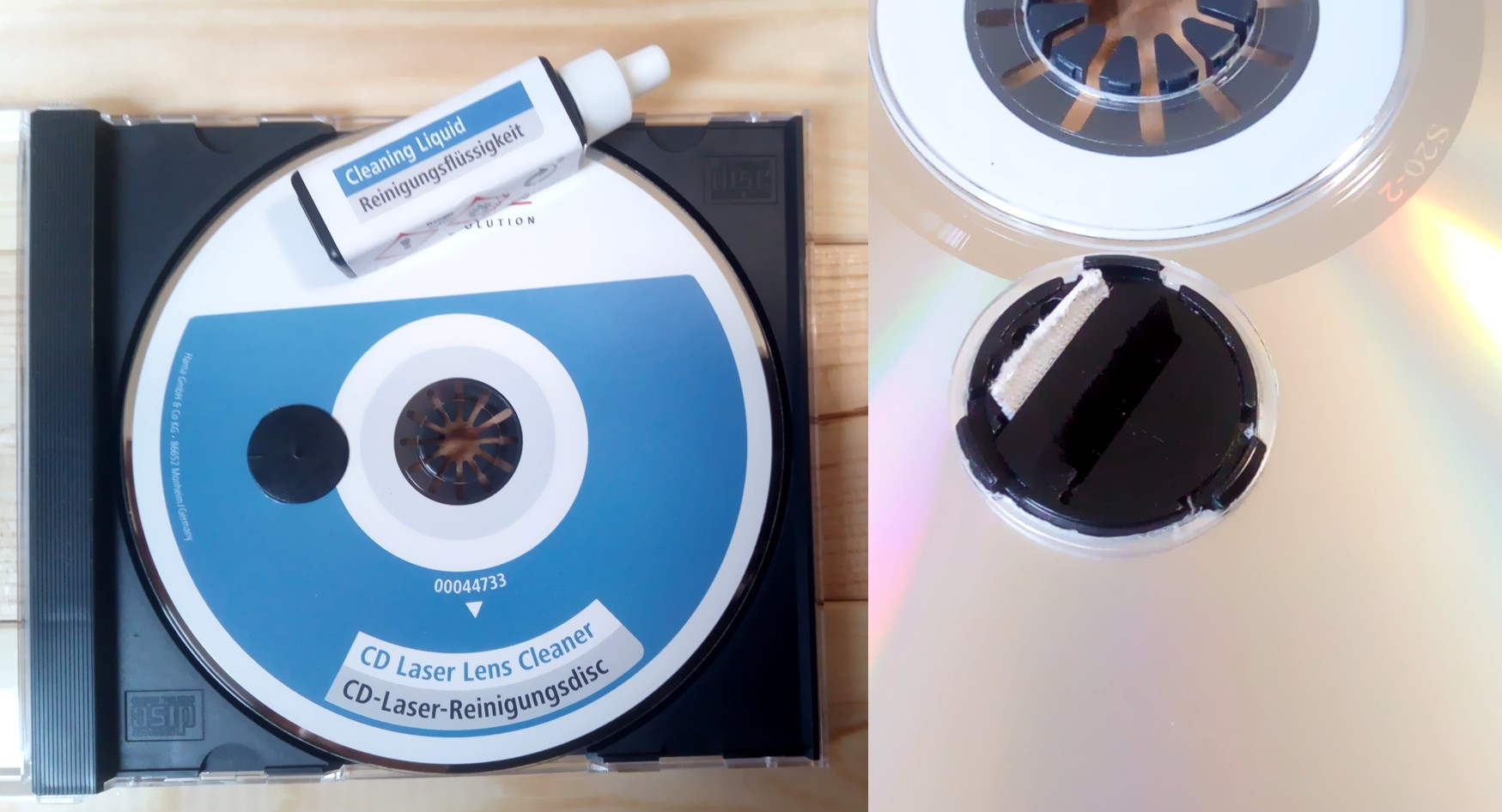
Supporto ottico atto alla pulizia (a secco o con detergente) della lente di vari lettori

Le lenti dei vari lettori DVD, ma anche degli altri supporti ottici, tendono ad accumulare sporco di varia natura, che ne inficiano la capacità di lettura, rendendo con il tempo sempre più difficile la lettura i vari supporti, per tale motivo a volte viene smontato il lettore per effettuare una pulizia meccanica della lente, oppure nei casi in cui lo sporco non è calcificato sulla lente è possibile limitarsi ai pulitori automatici, come i vari CD pulitori di lenti, che sono muniti di spazzole atte a tale scopo.

## Lettori DVD software
I lettori DVD software sono programmi che permettono di vedere i DVD video su un computer con un DVD-ROM. Alcuni esempi sono VLC media player e MPlayer (entrambi software libero), come anche WinDVD, PowerDVD e DVD Player.